# Station Eilenburg Ost
Station Eilenburg Ost is een spoorwegstation in de Duitse plaats Eilenburg.

## Treindienst
| Serie | Treinsoort                                 | Route                                                                       | Bijzonderheden |
| ----- | ------------------------------------------ | --------------------------------------------------------------------------- | -------------- |
| S 4   | S-Bahn Mitteldeutschland (DB Regio Südost) | Hoyerswerda – Torgau – Eilenburg Ost – Leipzig Hbf – Markkleeberg-Gaschwitz |                |